# Torneo Clausura 2019 de Segunda División de Costa Rica
El Torneo Clausura 2019 fue la edición 85 del campeonato de liga de la Segunda División del fútbol costarricense. A partir de esta edición el torneo recibe el nombre de Liga Gatorade de Ascenso, por motivo de patrocinio de la marca Gatorade.

## Sistema de competición
El torneo de la Liga de Ascenso está conformado en dos partes:
- Fase de clasificación: Se integra por las 18 jornadas de cada grupo.
- Fase final: Se integra por los partidos de cuartos de final, semifinal y final.

### Fase de clasificación
En la fase de clasificación se observará el sistema de puntos. La ubicación en la tabla general está sujeta a lo siguiente:
- Por juego ganado se obtendrán tres puntos.
- Por juego empatado se obtendrá un punto.
- Por juego perdido no se otorgan puntos.

En esta fase participan los 18 clubes de la Liga de Ascenso, los cuales son divididos en dos grupos. Las jornadas se disputarán únicamente entre los equipos de cada grupo, por lo que no podrán enfrentarse todos contra todos, para agilizar los costos de los itinerarios y reducir las largas distancias entre las provincias.
El orden de los clubes al final de la fase de calificación del torneo corresponderá a la suma de los puntos obtenidos por cada uno de ellos y se presentará en forma descendente. Si al finalizar las 18 jornadas del torneo, dos o más clubes estuviesen empatados en puntos, su posición en la tabla general será determinada atendiendo a los siguientes criterios de desempate:
1. Mayor diferencia positiva general de goles. Este resultado se obtiene mediante la sumatoria de los goles anotados a todos los rivales, en cada campeonato menos los goles recibidos de estos.
2. Mayor cantidad de goles a favor, anotados a todos los rivales dentro de la misma competencia.
3. Mejor puntuación particular que hayan conseguido en las confrontaciones particulares entre ellos mismos.
4. Mayor diferencia positiva particular de goles, la cual se obtiene sumando los goles de los equipos empatados y restándole los goles recibidos.
5. Mayor cantidad de goles a favor que hayan conseguido en las confrontaciones entre ellos mismos.
6. Como última alternativa, el comité de competición realizaría un sorteo para el desempate.

### Fase final
Al término de la primera fase, los cuatro equipos mejores ubicados de cada grupo clasifican directamente a los cuartos de final. El orden las etapas es el siguiente:
- Cuartos de final
- Semifinales
- Final

Los partidos de cuartos de final se jugarán ida y vuelta emparejados de la siguiente manera:
Los encuentros de las semifinales se disputarán de esta forma:
Disputarán el título de Campeón del Torneo de Clausura, los dos clubes vencedores de la fase semifinal correspondiente, reubicándolos del uno al dos, de acuerdo a su mejor posición en la tabla general de clasificación al término de la jornada 18 de la competencia. Además, el conjunto vencedor garantiza un puesto en la final nacional por el ascenso.

## Ascenso y descenso
| Pos | De Liga de Ascenso 2018-2019 a Liga FPD 2019-2020 |
| --- | ------------------------------------------------- |
| 1º  | A.D. Jicaral Sercoba                              |

| Pos | De Liga FPD 2018-2019 a Liga de Ascenso 2019-2020 |
| --- | ------------------------------------------------- |
| 12º | A.D. Carmelita                                    |

| Pos | De LINAFA 2018-2019 a Liga de Ascenso 2019-2020 |
| --- | ----------------------------------------------- |
| 1º  | AD Barrio México                                |

| Pos | De Liga de Ascenso 2018-2019 a LINAFA 2019-2020 |
| --- | ----------------------------------------------- |
| 18º | A.D. Cariari Pococí                             |

## Información de los equipos
La capital, San José, es la provincia que más equipos aporta a la temporada 2018-2019 con un total de 6 clubes, entre ellos el histórico Club Sport Uruguay de Coronado.
La segunda provincia con mayor representación es Puntarenas con cuatro clubes, las provincias de Alajuela, Guanacaste igualan en tres representaciones. El cuadro lo cierran la Cartago y Limón con solo un representante.
Cabe resaltar que los equipos de Deportivo Cartagena, quién utiliza mantiene alquilada la franquicia a San Ramón es tomado geográficamente como parte de Alajuela por tener como sede éste cantón; así como el Once de Abril-Aserrí FC, quienes la Alajuelense alquila la franquicia y tiene como sede el estadio Morera Soto.
Para Clausura 2019, el AS Puma Generaleña trasladó su franquicia de Pérez Zeledón (San José) a Garabito (Puntarenas), por lo que ahora jugará bajo el nombre de AD. Municipal Garabito.
La única provincia que no tiene representación en esta temporada es la de Heredia.
| Equipo                                        | Fundación      | Estadio                               | Capacidad | Ciudad/Provincia              | TV                     |
| --------------------------------------------- | -------------- | ------------------------------------- | --------- | ----------------------------- | ---------------------- |
| A.D. Juventud Escazuceña                      | 2000 (25 años) | Estadio Nicolás Masís                 | 4500      | Escazú, San José              | TD+                    |
| C.S. Uruguay de Coronado                      | 1936 (89 años) | Estadio Municipal El Labrador         | 2500      | Vázquez de Coronado, San José | Multimedios Televisión |
| Curridabat F.C.                               | 2016 (9 años)  | Estadio José Ángel "Lito" Monge       | 2000      | Curridabat, San José          | Multimedios Televisión |
| F.C. Desamparados                             | 2017 (8 años)  | Estadio "Cuty" Monge                  | 5000      | Desamparados, San José        | TD+                    |
| Municipal Santa Ana                           | 1993 (32 años) | Estadio Municipal de Piedades         | 1000      | Santa Ana, San José           | TD+                    |
| Sporting San José                             | 2016 (9 años)  | Estadio Ernesto Rohrmoser             | 3000      | Pavas, San José               | TD+                    |
| A.D. COFUTPA                                  | 2012 (13 años) | Estadio Jorge "Palmareño" Solís       | 4.000     | Palmares, Alajuela            | TD+                    |
| Deportivo Cartagena (AD. Municipal San Ramón) | 2013 (11 años) | Estadio Guillermo Vargas Roldán       | 3000      | San Ramón, Alajuela           | TD+                    |
| C.S. Once de Abril                            | 2018 (7 años)  | Centro de Alto Rendimiento Túrrucares | 1000      | Alajuela, Alajuela            | TD+                    |
| Municipal Turrialba                           | 1940 (84 años) | Estadio Rafael Ángel Camacho          | 4500      | Turrialba, Cartago            | TD+                    |
| A.D. Guanacasteca                             | 1973 (52 años) | Estadio Chorotega                     | 5000      | Nicoya, Guanacaste            | TD+                    |
| A.D. Santa Rosa                               | 2004 (21 años) | Cancha de Santa Rosa                  | 1.000     | Santa Cruz, Guanacaste        | TD+                    |
| Municipal Liberia                             | 1977 (48 años) | Estadio Edgardo Baltodano             | 5.979     | Liberia, Guanacaste           | TD+                    |
| A.D. Jicaral Sercoba                          | 1981 (44 años) | Estadio Luis "Chochi" Briceño         | 1000      | Jicaral, Puntarenas           | Multimedios Televisión |
| Municipal Garabito                            | 2019 (6 años)  | Estadio Municipal de Jacó             | 1000      | Jacó, Puntarenas              | TD+                    |
| Puerto Golfito F.C.                           | 2011 (14 años) | Estadio Fortunato Atencio             | 2500      | Golfito, Puntarenas           | TD+                    |
| Puntarenas F.C.                               | 2004 (21 años) | Estadio "Lito" Pérez                  | 4105      | Puntarenas, Puntarenas        | Multimedios Televisión |
| A.D. Cariari Pococí                           | 1972 (53 años) | Estadio Comunal de Cariari            | 1200      | Cariari (Pococí), Limón       | TD+                    |

## Fase de clasificación
| Simbología |
| --- |
| Pos – Posición; PJ – Partidos Jugados; PG - Partidos Ganados; PE - Partidos Empatados; PP - Partidos Perdidos; GF – Goles a Favor; GC – Goles en Contra; DIF – Diferencia de Goles; PTS - Puntos. |

|  | Clasifican a la Fase Final |  | Último Lugar del Grupo. |  | Desciende a LINAFA. |

### Grupo A
|    | Equipos              |  | PJ | PG | PE | PP | GF | GC | Dif. | Pts. |
| -- | -------------------- |  | -- | -- | -- | -- | -- | -- | ---- | ---- |
| 1. | Municipal Santa Ana  |  | 16 | 11 | 2  | 3  | 31 | 13 | +18  | 35   |
| 2. | A.D. COFUTPA         |  | 16 | 9  | 3  | 4  | 24 | 17 | +7   | 30   |
| 3. | A.D. Jicaral Sercoba |  | 16 | 8  | 2  | 6  | 17 | 16 | 1    | 26   |
| 4. | A.D. Santa Rosa      |  | 16 | 7  | 4  | 5  | 18 | 15 | +3   | 25   |
| 5. | Puntarenas F.C.      |  | 16 | 7  | 3  | 6  | 29 | 24 | +5   | 24   |
| 6. | A.D. Guanacasteca    |  | 16 | 4  | 6  | 6  | 27 | 26 | +1   | 18   |
| 7. | F.C. Desamparados    |  | 16 | 5  | 1  | 10 | 18 | 28 | -10  | 16   |
| 8. | Deportivo Cartagena  |  | 16 | 4  | 3  | 9  | 21 | 26 | -5   | 15   |
| 9. | Municipal Liberia    |  | 16 | 4  | 2  | 10 | 19 | 39 | -20  | 14   |

| Puntarenas F.C.       | 5 - 0 | F.C. Desamparados | 12 y 13 de enero de 2019 | Estadio Lito Pérez              |
| Municipal Santa Ana   | 5 - 0 | Municipal Liberia | 12 y 13 de enero de 2019 | Estadio Municipal de Piedades   |
| A.D. Cofutpa Palmares | 2 - 2 | A.D. Guanacasteca | 12 y 13 de enero de 2019 | Estadio Jorge "Palmareño" Solís |
| A.D. Jicaral Sercoba  | 1 - 1 | A.D. Santa Rosa   | 12 y 13 de enero de 2019 | Estadio Edgardo Baltodano       |
| Deportivo Cartagena   | Libre | -                 | 12 y 13 de enero de 2019 | -                               |

| F.C. Desamparados   | 1 - 2 | A.D. Cofutpa Palmares | 19 y 20 de enero de 2019 | Estadio Cuty Monge              |
| Municipal Liberia   | 2 - 3 | A.D. Jicaral Sercoba  | 19 y 20 de enero de 2019 | Estadio Edgardo Baltodano       |
| Deportivo Cartagena | 0 - 0 | Puntarenas F.C.       | 19 y 20 de enero de 2019 | Estadio Guillermo Vargas Roldán |
| A.D. Guanacasteca   | 1 - 1 | Municipal Santa Ana   | 19 y 20 de enero de 2019 | Estadio Chorotega               |
| A.D. Santa Rosa     | Libre | -                     | 19 y 20 de enero de 2019 | -                               |

| A.D. Santa Rosa       | 2 - 1 | Municipal Liberia   | 26 y 27 de enero de 2019 | Cancha de Santa Rosa            |
| A.D. Jicaral Sercoba  | 1 - 0 | A.D. Guanacasteca   | 26 y 27 de enero de 2019 | Estadio Edgardo Baltodano       |
| Municipal Santa Ana   | 2 - 0 | F.C. Desamparados   | 26 y 27 de enero de 2019 | Estadio Municipal de Piedades   |
| A.D. Cofutpa Palmares | 2 - 0 | Deportivo Cartagena | 26 y 27 de enero de 2019 | Estadio Jorge "Palmareño" Solís |
| Puntarenas F.C.       | Libre | -                   | 26 y 27 de enero de 2019 | -                               |

| Puntarenas F.C.     | 3 - 1 | A.D. Cofutpa Palmares | 02 y 3 de febrero de 2019 | Estadio Lito Pérez              |
| A.D. Guanacasteca   | 1 - 1 | A.D. Santa Rosa       | 02 y 3 de febrero de 2019 | Estadio Chorotega               |
| F.C. Desamparados   | 1 - 2 | A.D. Jicaral Sercoba  | 02 y 3 de febrero de 2019 | Estadio Cuty Monge              |
| Deportivo Cartagena | 0 - 3 | Municipal Santa Ana   | 02 y 3 de febrero de 2019 | Estadio Guillermo Vargas Roldán |
| Municipal Liberia   | Libre | -                     | 02 y 3 de febrero de 2019 | -                               |

| A.D. Santa Rosa       | 1 - 0 | F.C. Desamparados   | 09 y 10 de febrero de 2019 | Cancha de Santa Rosa          |
| A.D. Jicaral Sercoba  | 0 - 1 | Deportivo Cartagena | 09 y 10 de febrero de 2019 | Estadio Edgardo Baltodano     |
| Municipal Santa Ana   | 3 - 0 | Puntarenas F.C.     | 09 y 10 de febrero de 2019 | Estadio Municipal de Piedades |
| Municipal Liberia     | 3 - 3 | A.D. Guanacasteca   | 09 y 10 de febrero de 2019 | Estadio Edgardo Baltodano     |
| A.D. Cofutpa Palmares | Libre | -                   | 09 y 10 de febrero de 2019 | -                             |

| A.D. Cofutpa Palmares | 3 - 1 | Municipal Santa Ana  | 16 y 17 de febrero de 2019 | Estadio Jorge "Palmareño" Solís |
| Puntarenas F.C.       | 1 - 0 | A.D. Jicaral Sercoba | 16 y 17 de febrero de 2019 | Estadio Lito Pérez              |
| Deportivo Cartagena   | 2 - 1 | A.D. Santa Rosa      | 16 y 17 de febrero de 2019 | Estadio Guillermo Vargas Roldán |
| F.C. Desamparados     | 3 - 1 | Municipal Liberia    | 16 y 17 de febrero de 2019 | Estadio Cuty Monge              |
| A.D. Guanacasteca     | Libre | -                    | 16 y 17 de febrero de 2019 | -                               |

| A.D. Guanacasteca    | 4 - 1 | F.C. Desamparados     | 20 de febrero de 2019 | Estadio Chorotega         |
| Municipal Liberia    | 3 - 0 | Deportivo Cartagena   | 20 de febrero de 2019 | Estadio Edgardo Baltodano |
| A.D. Santa Rosa      | 3 - 1 | Puntarenas F.C.       | 20 de febrero de 2019 | Cancha de Santa Rosa      |
| A.D. Jicaral Sercoba | 2 - 1 | A.D. Cofutpa Palmares | 20 de febrero de 2019 | Estadio Edgardo Baltodano |
| Municipal Santa Ana  | Libre | -                     | 20 de febrero de 2019 | -                         |

| Municipal Santa Ana   | 1 - 0 | A.D. Jicaral Sercoba | 23 y 24 de febrero de 2019 | Estadio Municipal de Piedades   |
| A.D. Cofutpa Palmares | 0 - 0 | A.D. Santa Rosa      | 23 y 24 de febrero de 2019 | Estadio Jorge "Palmareño" Solís |
| Puntarenas F.C.       | 4 - 1 | Municipal Liberia    | 23 y 24 de febrero de 2019 | Estadio Lito Pérez              |
| Deportivo Cartagena   | 1 - 2 | A.D. Guanacasteca    | 23 y 24 de febrero de 2019 | Estadio Guillermo Vargas Roldán |
| F.C. Desamparados     | Libre | -                    | 23 y 24 de febrero de 2019 | -                               |

| F.C. Desamparados    | 1 - 2 | Deportivo Cartagena   | 02 y 3 de marzo de 2019 | Estadio Cuty Monge        |
| A.D. Guanacasteca    | 1 - 0 | Puntarenas F.C.       | 02 y 3 de marzo de 2019 | Estadio Chorotega         |
| Municipal Liberia    | 0 - 3 | A.D. Cofutpa Palmares | 02 y 3 de marzo de 2019 | Estadio Edgardo Baltodano |
| A.D. Santa Rosa      | 0 - 1 | Municipal Santa Ana   | 02 y 3 de marzo de 2019 | Cancha de Santa Rosa      |
| A.D. Jicaral Sercoba | Libre | -                     | 02 y 3 de marzo de 2019 | -                         |

| F.C. Desamparados   | 2 - 2 | Puntarenas F.C.       | 6 de marzo de 2019 | Estadio Cuty Monge        |
| Municipal Liberia   | 0 - 0 | Municipal Santa Ana   | 6 de marzo de 2019 | Estadio Edgardo Baltodano |
| A.D. Guanacasteca   | 1 - 2 | A.D. Cofutpa Palmares | 6 de marzo de 2019 | Estadio Chorotega         |
| A.D. Santa Rosa     | 2 - 0 | A.D. Jicaral Sercoba  | 6 de marzo de 2019 | Cancha de Santa Rosa      |
| Deportivo Cartagena | Libre | -                     | 6 de marzo de 2019 | -                         |

| A.D. Cofutpa Palmares | 3 - 0 (*) | F.C. Desamparados   | 09 y 10 de marzo de 2019 | Estadio Jorge "Palmareño" Solís     |
| A.D. Jicaral Sercoba  | 2 - 1     | Municipal Liberia   | 09 y 10 de marzo de 2019 | Cancha Asociación Cívica de Jicaral |
| Puntarenas F.C.       | 2 - 2     | Deportivo Cartagena | 09 y 10 de marzo de 2019 | Estadio Lito Pérez                  |
| Municipal Santa Ana   | 4 - 2     | A.D. Guanacasteca   | 09 y 10 de marzo de 2019 | Estadio Municipal de Piedades       |
| A.D. Santa Rosa       | Libre     | -                   | 09 y 10 de marzo de 2019 | -                                   |

| Municipal Liberia   | 1 - 0 | A.D. Santa Rosa       | 16 y 17 de marzo de 2019 | Estadio Edgardo Baltodano       |
| A.D. Guanacasteca   | 1 - 1 | A.D. Jicaral Sercoba  | 16 y 17 de marzo de 2019 | Estadio Chorotega               |
| F.C. Desamparados   | 1 - 2 | Municipal Santa Ana   | 16 y 17 de marzo de 2019 | Estadio Cuty Monge              |
| Deportivo Cartagena | 0 - 1 | A.D. Cofutpa Palmares | 16 y 17 de marzo de 2019 | Estadio Guillermo Vargas Roldán |
| Puntarenas F.C.     | Libre | -                     | 16 y 17 de marzo de 2019 | -                               |

| A.D. Cofutpa Palmares | 3 - 2 | Puntarenas F.C.     | 20 de marzo de 2019 | Estadio Jorge "Palmareño" Solís     |
| A.D. Santa Rosa       | 2 - 1 | A.D. Guanacasteca   | 20 de marzo de 2019 | Cancha de Santa Rosa                |
| A.D. Jicaral Sercoba  | 0 - 1 | F.C. Desamparados   | 20 de marzo de 2019 | Cancha Asociación Cívica de Jicaral |
| Municipal Santa Ana   | 2 - 1 | Deportivo Cartagena | 20 de marzo de 2019 | Estadio Municipal de Piedades       |
| Municipal Liberia     | Libre | -                   | 20 de marzo de 2019 | -                                   |

| F.C. Desamparados     | 3 - 1 | A.D. Santa Rosa      | 23 y 24 de marzo de 2019 | Estadio Cuty Monge              |
| Deportivo Cartagena   | 1 - 2 | A.D. Jicaral Sercoba | 23 y 24 de marzo de 2019 | Estadio Guillermo Vargas Roldán |
| Puntarenas F.C.       | 2 - 1 | Municipal Santa Ana  | 23 y 24 de marzo de 2019 | Estadio Lito Pérez              |
| A.D. Guanacasteca     | 4 - 0 | Municipal Liberia    | 23 y 24 de marzo de 2019 | Estadio Chorotega               |
| A.D. Cofutpa Palmares | Libre | -                    | 23 y 24 de marzo de 2019 | -                               |

| Municipal Santa Ana  | 3 - 1 | A.D. Cofutpa Palmares | 30 y 31 de marzo de 2019 | Estadio Municipal de Piedades       |
| A.D. Jicaral Sercoba | 1 - 0 | Puntarenas F.C.       | 30 y 31 de marzo de 2019 | Cancha Asociación Cívica de Jicaral |
| A.D. Santa Rosa      | 2 - 1 | Deportivo Cartagena   | 30 y 31 de marzo de 2019 | Cancha de Santa Rosa                |
| Municipal Liberia    | 1 - 0 | F.C. Desamparados     | 30 y 31 de marzo de 2019 | Estadio Edgardo Baltodano           |
| A.D. Guanacasteca    | Libre | -                     | 30 y 31 de marzo de 2019 | -                                   |

| F.C. Desamparados     | 2 - 0 | A.D. Guanacasteca    | 3 de abril de 2019 | Estadio Cuty Monge              |
| Deportivo Cartagena   | 7 - 1 | Municipal Liberia    | 3 de abril de 2019 | Estadio Guillermo Vargas Roldán |
| Puntarenas F.C.       | 1 - 2 | A.D. Santa Rosa      | 3 de abril de 2019 | Estadio Lito Pérez              |
| A.D. Cofutpa Palmares | 1 - 0 | A.D. Jicaral Sercoba | 3 de abril de 2019 | Estadio Jorge "Palmareño" Solís |
| Municipal Santa Ana   | Libre | -                    | 3 de abril de 2019 | -                               |

| A.D. Jicaral Sercoba | -     | Municipal Santa Ana   | 06 y 7 de abril de 2019 | Cancha Asociación Cívica de Jicaral |
| A.D. Santa Rosa      | -     | A.D. Cofutpa Palmares | 06 y 7 de abril de 2019 | Cancha de Santa Rosa                |
| Municipal Liberia    | -     | Puntarenas F.C.       | 06 y 7 de abril de 2019 | Estadio Edgardo Baltodano           |
| A.D. Guanacasteca    | -     | Deportivo Cartagena   | 06 y 7 de abril de 2019 | Estadio Chorotega                   |
| F.C. Desamparados    | Libre | -                     | 06 y 7 de abril de 2019 | -                                   |

| Deportivo Cartagena   | -     | F.C. Desamparados | 13 y 14 de abril de 2019 | Estadio Guillermo Vargas Roldán |
| Puntarenas F.C.       | -     | A.D. Guanacasteca | 13 y 14 de abril de 2019 | Estadio Lito Pérez              |
| A.D. Cofutpa Palmares | -     | Municipal Liberia | 13 y 14 de abril de 2019 | Estadio Jorge "Palmareño" Solís |
| Municipal Santa Ana   | -     | A.D. Santa Rosa   | 13 y 14 de abril de 2019 | Estadio Municipal de Piedades   |
| A.D. Jicaral Sercoba  | Libre | -                 | 13 y 14 de abril de 2019 | -                               |

### Grupo B
|    | Equipos                  |  | PJ | PG | PE | PP | GF | GC | Dif. | Pts. |
| -- | ------------------------ |  | -- | -- | -- | -- | -- | -- | ---- | ---- |
| 1. | C.S. Once de Abril       |  | 16 | 8  | 7  | 1  | 27 | 13 | +14  | 31   |
| 2. | Sporting San José        |  | 16 | 7  | 5  | 4  | 26 | 13 | +13  | 26   |
| 3. | Puerto Golfito F.C.      |  | 16 | 6  | 7  | 3  | 19 | 15 | +4   | 25   |
| 4. | Municipal Garabito       |  | 16 | 5  | 7  | 4  | 15 | 15 | 0    | 22   |
| 5. | C.S. Uruguay de Coronado |  | 16 | 7  | 1  | 8  | 22 | 23 | -1   | 22   |
| 6. | Curridabat F.C.          |  | 16 | 6  | 4  | 6  | 18 | 21 | -3   | 22   |
| 7. | A.D. Juventud Escazuceña |  | 16 | 4  | 5  | 7  | 19 | 17 | +2   | 17   |
| 8. | Municipal Turrialba      |  | 16 | 4  | 4  | 8  | 14 | 27 | -13  | 16   |
| 9. | A.D. Cariari Pococí      |  | 16 | 3  | 4  | 9  | 18 | 34 | -16  | 13   |

| C.S. Uruguay             | 4 - 1 | Puerto Golfito F.C. | 12 y 13 de enero de 2019 | Estadio Municipal El Labrador |
| Municipal Garabito       | 0 - 0 | Sporting San José   | 12 y 13 de enero de 2019 | Estadio Municipal de Jacó     |
| A.D. Juventud Escazuceña | 4 - 0 | A.D. Cariari Pococí | 12 y 13 de enero de 2019 | Estadio Nicolás Masís         |
| Municipal Turrialba      | 0 - 1 | Curridabat F.C.     | 12 y 13 de enero de 2019 | Estadio Rafael Ángel Camacho  |
| C.S. Once de Abril       | Libre | -                   | 12 y 13 de enero de 2019 | -                             |

| Sporting San José   | 5 - 1 | Municipal Turrialba      | 19 y 20 de enero de 2019 | Estadio Ernesto Rohrmoser        |
| C.S. Once de Abril  | 3 - 1 | C.S. Uruguay             | 19 y 20 de enero de 2019 | Estadio Alejandro Morera Soto    |
| Puerto Golfito F.C. | 0 - 0 | A.D. Juventud Escazuceña | 19 y 20 de enero de 2019 | Polideportivo Río Claro, Golfito |
| A.D. Cariari Pococí | 1 - 1 | Municipal Garabito       | 19 y 20 de enero de 2019 | Estadio Comunal de Cariari       |
| Curridabat F.C.     | Libre | -                        | 19 y 20 de enero de 2019 | -                                |

| Curridabat F.C.          | 0 - 0 | Sporting San José   | 26 y 27 de enero de 2019 | Estadio Lito Monge           |
| Municipal Turrialba      | 1 - 1 | A.D. Cariari Pococí | 26 y 27 de enero de 2019 | Estadio Rafael Ángel Camacho |
| Municipal Garabito       | 2 - 2 | Puerto Golfito F.C. | 26 y 27 de enero de 2019 | Estadio Municipal de Jacó    |
| A.D. Juventud Escazuceña | 1 - 1 | C.S. Once de Abril  | 26 y 27 de enero de 2019 | Estadio Nicolás Masís        |
| C.S. Uruguay             | Libre | -                   | 26 y 27 de enero de 2019 | -                            |

| C.S. Uruguay        | 2 - 3 | A.D. Juventud Escazuceña | 02 y 3 de febrero de 2019 | Estadio Municipal El Labrador    |
| C.S. Once de Abril  | 2 - 1 | Municipal Garabito       | 02 y 3 de febrero de 2019 | Estadio Alejandro Morera Soto    |
| Puerto Golfito F.C. | 3 - 0 | Municipal Turrialba      | 02 y 3 de febrero de 2019 | Polideportivo Río Claro, Golfito |
| A.D. Cariari Pococí | 2 - 2 | Curridabat F.C.          | 02 y 3 de febrero de 2019 | Estadio Comunal de Cariari       |
| Sporting San José   | Libre | -                        | 02 y 3 de febrero de 2019 | -                                |

| Curridabat F.C.          | 3 - 0 | Puerto Golfito F.C. | 09 y 10 de febrero de 2019 | Estadio Lito Monge           |
| Municipal Turrialba      | 0 - 2 | C.S. Once de Abril  | 09 y 10 de febrero de 2019 | Estadio Rafael Ángel Camacho |
| Municipal Garabito       | 1 - 0 | C.S. Uruguay        | 09 y 10 de febrero de 2019 | Estadio Municipal de Jacó    |
| Sporting San José        | 3 - 1 | A.D. Cariari Pococí | 09 y 10 de febrero de 2019 | Estadio Ernesto Rohrmoser    |
| A.D. Juventud Escazuceña | Libre | -                   | 09 y 10 de febrero de 2019 | -                            |

| C.S. Uruguay             | 1 - 0 | Municipal Turrialba | 16 y 17 de febrero de 2019 | Estadio Municipal El Labrador    |
| A.D. Juventud Escazuceña | 1 - 2 | Municipal Garabito  | 16 y 17 de febrero de 2019 | Estadio Nicolás Masís            |
| C.S. Once de Abril       | 1 - 1 | Curridabat F.C.     | 16 y 17 de febrero de 2019 | Estadio Alejandro Morera Soto    |
| Puerto Golfito F.C.      | 1 - 0 | Sporting San José   | 16 y 17 de febrero de 2019 | Polideportivo Río Claro, Golfito |
| A.D. Cariari Pococí      | Libre | -                   | 16 y 17 de febrero de 2019 | -                                |

| A.D. Cariari Pococí | 1 - 4 | Puerto Golfito F.C.      | 20 de febrero de 2019 | Estadio Comunal de Cariari   |
| Sporting San José   | 0 - 0 | C.S. Once de Abril       | 20 de febrero de 2019 | Estadio Ernesto Rohrmoser    |
| Curridabat F.C.     | 0 - 2 | C.S. Uruguay             | 20 de febrero de 2019 | Estadio Lito Monge           |
| Municipal Turrialba | 2 - 1 | A.D. Juventud Escazuceña | 20 de febrero de 2019 | Estadio Rafael Ángel Camacho |
| Municipal Garabito  | Libre | -                        | 20 de febrero de 2019 | -                            |

| Municipal Garabito       | 0 - 0 | Municipal Turrialba | 23 y 24 de febrero de 2019 | Estadio Municipal de Jacó     |
| A.D. Juventud Escazuceña | 4 - 0 | Curridabat F.C.     | 23 y 24 de febrero de 2019 | Estadio Nicolás Masís         |
| C.S. Uruguay             | 2 - 1 | Sporting San José   | 23 y 24 de febrero de 2019 | Estadio Municipal El Labrador |
| C.S. Once de Abril       | 2 - 1 | A.D. Cariari Pococí | 23 y 24 de febrero de 2019 | Estadio Alejandro Morera Soto |
| Puerto Golfito F.C.      | Libre | -                   | 23 y 24 de febrero de 2019 | -                             |

| Puerto Golfito F.C. | 0 - 0 | C.S. Once de Abril       | 02 y 3 de marzo de 2019 | Polideportivo Río Claro, Golfito |
| A.D. Cariari Pococí | 4 - 2 | C.S. Uruguay             | 02 y 3 de marzo de 2019 | Estadio Comunal de Cariari       |
| Sporting San José   | 0 - 0 | A.D. Juventud Escazuceña | 02 y 3 de marzo de 2019 | Estadio Ernesto Rohrmoser        |
| Curridabat F.C.     | 0 - 2 | Municipal Garabito       | 02 y 3 de marzo de 2019 | Estadio Lito Monge               |
| Municipal Turrialba | Libre | -                        | 02 y 3 de marzo de 2019 | -                                |

| Puerto Golfito F.C. | 1 - 0 | C.S. Uruguay             | 6 de marzo de 2019 | Polideportivo Río Claro, Golfito |
| Sporting San José   | 4 - 0 | Municipal Garabito       | 6 de marzo de 2019 | Estadio Ernesto Rohrmoser        |
| A.D. Cariari Pococí | 3 - 2 | A.D. Juventud Escazuceña | 6 de marzo de 2019 | Estadio Comunal de Cariari       |
| Curridabat F.C.     | 1 - 1 | Municipal Turrialba      | 6 de marzo de 2019 | Estadio Lito Monge               |
| C.S. Once de Abril  | Libre | -                        | 6 de marzo de 2019 | -                                |

| Municipal Turrialba      | 3 - 2 | Sporting San José   | 09 y 10 de marzo de 2019 | Estadio Rafael Ángel Camacho  |
| C.S. Uruguay             | 1 - 1 | C.S. Once de Abril  | 09 y 10 de marzo de 2019 | Estadio Municipal El Labrador |
| A.D. Juventud Escazuceña | 0 - 0 | Puerto Golfito F.C. | 09 y 10 de marzo de 2019 | Estadio Nicolás Masís         |
| Municipal Garabito       | 0 - 0 | A.D. Cariari Pococí | 09 y 10 de marzo de 2019 | Estadio Municipal de Jacó     |
| Curridabat F.C.          | Libre | -                   | 09 y 10 de marzo de 2019 | -                             |

| Sporting San José   | 3 - 1 | Curridabat F.C.          | 16 y 17 de marzo de 2019 | Estadio Ernesto Rohrmoser        |
| A.D. Cariari Pococí | 0 - 1 | Municipal Turrialba      | 16 y 17 de marzo de 2019 | Estadio Comunal de Cariari       |
| Puerto Golfito F.C. | 1 - 1 | Municipal Garabito       | 16 y 17 de marzo de 2019 | Polideportivo Río Claro, Golfito |
| C.S. Once de Abril  | 3 - 0 | A.D. Juventud Escazuceña | 16 y 17 de marzo de 2019 | Estadio Alejandro Morera Soto    |
| C.S. Uruguay        | Libre | -                        | 16 y 17 de marzo de 2019 | -                                |

| A.D. Juventud Escazuceña | 0 - 1 | C.S. Uruguay        | 20 de marzo de 2019 | Estadio Nicolás Masís        |
| Municipal Garabito       | 0 - 1 | C.S. Once de Abril  | 20 de marzo de 2019 | Estadio Municipal de Jacó    |
| Municipal Turrialba      | 1 - 1 | Puerto Golfito F.C. | 20 de marzo de 2019 | Estadio Rafael Ángel Camacho |
| Curridabat F.C.          | 3 - 0 | A.D. Cariari Pococí | 20 de marzo de 2019 | Estadio Lito Monge           |
| Sporting San José        | Libre | -                   | 20 de marzo de 2019 | -                            |

| Puerto Golfito F.C.      | 2 - 1 | Curridabat F.C.     | 23 y 24 de marzo de 2019 | Polideportivo Río Claro, Golfito |
| C.S. Once de Abril       | 5 - 1 | Municipal Turrialba | 23 y 24 de marzo de 2019 | Estadio Alejandro Morera Soto    |
| C.S. Uruguay             | 0 - 1 | Municipal Garabito  | 23 y 24 de marzo de 2019 | Estadio Municipal El Labrador    |
| A.D. Cariari Pococí      | 1 - 0 | Sporting San José   | 23 y 24 de marzo de 2019 | Estadio Comunal de Cariari       |
| A.D. Juventud Escazuceña | Libre | -                   | 23 y 24 de marzo de 2019 | -                                |

| Municipal Turrialba | 1 - 2 | C.S. Uruguay             | 30 y 31 de marzo de 2019 | Estadio Rafael Ángel Camacho |
| Municipal Garabito  | 1 - 1 | A.D. Juventud Escazuceña | 30 y 31 de marzo de 2019 | Estadio Municipal de Jacó    |
| Curridabat F.C.     | 2 - 1 | C.S. Once de Abril       | 30 y 31 de marzo de 2019 | Estadio Lito Monge           |
| Sporting San José   | 2 - 0 | Puerto Golfito F.C.      | 30 y 31 de marzo de 2019 | Estadio Ernesto Rohrmoser    |
| A.D. Cariari Pococí | Libre | -                        | 30 y 31 de marzo de 2019 | -                            |

| Puerto Golfito F.C.      | 3 - 0 | A.D. Cariari Pococí | 3 de abril de 2019 | Polideportivo Río Claro, Golfito |
| C.S. Once de Abril       | 2 - 2 | Sporting San José   | 3 de abril de 2019 | Estadio Alejandro Morera Soto    |
| C.S. Uruguay             | 0 - 2 | Curridabat F.C.     | 3 de abril de 2019 | Estadio Municipal El Labrador    |
| A.D. Juventud Escazuceña | 2 - 0 | Municipal Turrialba | 3 de abril de 2019 | Estadio Nicolás Masís            |
| Municipal Garabito       | Libre | -                   | 3 de abril de 2019 | -                                |

| Municipal Turrialba | -     | Municipal Garabito       | 06 y 7 de abril de 2019 | Estadio Rafael Ángel Camacho |
| Curridabat F.C.     | -     | A.D. Juventud Escazuceña | 06 y 7 de abril de 2019 | Estadio Lito Monge           |
| Sporting San José   | -     | C.S. Uruguay             | 06 y 7 de abril de 2019 | Estadio Ernesto Rohrmoser    |
| A.D. Cariari Pococí | -     | C.S. Once de Abril       | 06 y 7 de abril de 2019 | Estadio Comunal de Cariari   |
| Puerto Golfito F.C. | Libre | -                        | 06 y 7 de abril de 2019 | -                            |

| C.S. Once de Abril       | -     | Puerto Golfito F.C. | 13 y 14 de abril de 2019 | Estadio Alejandro Morera Soto |
| C.S. Uruguay             | -     | A.D. Cariari Pococí | 13 y 14 de abril de 2019 | Estadio Municipal El Labrador |
| A.D. Juventud Escazuceña | -     | Sporting San José   | 13 y 14 de abril de 2019 | Estadio Nicolás Masís         |
| Municipal Garabito       | -     | Curridabat F.C.     | 13 y 14 de abril de 2019 | Estadio Municipal de Jacó     |
| Municipal Turrialba      | Libre | -                   | 13 y 14 de abril de 2019 | -                             |

### Tabla General
|     | Equipos                               |  | PJ | PG | PE | PP | GF | GC | Dif. | Pts. |
| --- | ------------------------------------- |  | -- | -- | -- | -- | -- | -- | ---- | ---- |
| 1.  | Sporting San José                     |  | 32 | 17 | 10 | 5  | 56 | 26 | 30   | 61   |
| 2.  | Puntarenas F.C.                       |  | 32 | 15 | 9  | 8  | 55 | 38 | 17   | 54   |
| 3.  | Deportivo Cartagena                   |  | 32 | 15 | 8  | 9  | 61 | 42 | 19   | 53   |
| 4.  | A.D. Jicaral Sercoba                  |  | 32 | 16 | 5  | 11 | 48 | 33 | 15   | 52   |
| 5.  | Municipal Santa Ana                   |  | 32 | 15 | 6  | 11 | 47 | 35 | 12   | 51   |
| 6.  | Municipal Garabito                    |  | 32 | 12 | 12 | 8  | 47 | 39 | 8    | 48   |
| 7.  | C.S. Once de Abril                    |  | 32 | 13 | 9  | 10 | 41 | 37 | 4    | 48   |
| 8.  | Puerto Golfito F.C.                   |  | 32 | 10 | 16 | 6  | 39 | 32 | 7    | 46   |
| 9.  | A.D. Guanacasteca Campeón de Apertura |  | 32 | 12 | 8  | 12 | 50 | 49 | 1    | 44   |
| 10. | A.D. Juventud Escazuceña              |  | 32 | 11 | 9  | 12 | 39 | 35 | 4    | 42   |
| 11. | A.D. Santa Rosa                       |  | 32 | 11 | 9  | 12 | 33 | 36 | -3   | 42   |
| 12. | Curridabat F.C.                       |  | 32 | 9  | 13 | 10 | 34 | 41 | -7   | 40   |
| 13. | A.D. COFUTPA                          |  | 32 | 11 | 6  | 15 | 45 | 55 | -10  | 39   |
| 14. | C.S. Uruguay de Coronado              |  | 32 | 9  | 9  | 14 | 41 | 44 | -3   | 36   |
| 15. | F.C. Desamparados                     |  | 32 | 9  | 5  | 18 | 33 | 57 | -24  | 32   |
| 16. | Municipal Liberia                     |  | 32 | 9  | 5  | 18 | 37 | 64 | -27  | 32   |
| 17. | Municipal Turrialba                   |  | 32 | 7  | 10 | 15 | 30 | 53 | -23  | 31   |
| 18. | A.D. Cariari Pococí                   |  | 32 | 7  | 8  | 17 | 41 | 61 | -20  | 29   |

## Fase final
|  | Cuartos de final                                 | Cuartos de final                                 | Cuartos de final                                 | Cuartos de final                                 | Cuartos de final                                 |   |                    | Semifinales                        | Semifinales                        | Semifinales                        | Semifinales                        | Semifinales                        |  |                      | Final Clausura                       | Final Clausura                       | Final Clausura                       | Final Clausura                       | Final Clausura                       |  |                      | Gran Final                           | Gran Final                           | Gran Final                           | Gran Final                           | Gran Final                           |  |
|  | 20 y 21 de abril (ida) 27 y 28 de abril (vuelta) | 20 y 21 de abril (ida) 27 y 28 de abril (vuelta) | 20 y 21 de abril (ida) 27 y 28 de abril (vuelta) | 20 y 21 de abril (ida) 27 y 28 de abril (vuelta) | 20 y 21 de abril (ida) 27 y 28 de abril (vuelta) |   |                    | 1 de mayo (ida) 5 de mayo (vuelta) | 1 de mayo (ida) 5 de mayo (vuelta) | 1 de mayo (ida) 5 de mayo (vuelta) | 1 de mayo (ida) 5 de mayo (vuelta) | 1 de mayo (ida) 5 de mayo (vuelta) |  |                      | 12 de mayo (ida) 20 de mayo (vuelta) | 12 de mayo (ida) 20 de mayo (vuelta) | 12 de mayo (ida) 20 de mayo (vuelta) | 12 de mayo (ida) 20 de mayo (vuelta) | 12 de mayo (ida) 20 de mayo (vuelta) |  |                      | 26 de mayo (ida) 2 de junio (vuelta) | 26 de mayo (ida) 2 de junio (vuelta) | 26 de mayo (ida) 2 de junio (vuelta) | 26 de mayo (ida) 2 de junio (vuelta) | 26 de mayo (ida) 2 de junio (vuelta) |  |
|  |                                                  |                                                  |                                                  |                                                  |                                                  |   |                    |                                    |                                    |                                    |                                    |                                    |  |                      |                                      |                                      |                                      |                                      |                                      |  |                      |                                      |                                      |                                      |                                      |                                      |  |
|  |                                                  |                                                  |                                                  |                                                  |                                                  |   |                    |                                    |                                    |                                    |                                    |                                    |  |                      |                                      |                                      |                                      |                                      |                                      |  |                      |                                      |                                      |                                      |                                      |                                      |  |
|  | 1                                                | Municipal Santa Ana                              | 0                                                | 0                                                | 0                                                |   |                    |                                    |                                    |                                    |                                    |                                    |  |                      |                                      |                                      |                                      |                                      |                                      |  |                      |                                      |                                      |                                      |                                      |                                      |  |
|  | 1                                                | Municipal Santa Ana                              | 0                                                | 0                                                | 0                                                |   |                    |                                    |                                    |                                    |                                    |                                    |  |                      |                                      |                                      |                                      |                                      |                                      |  |                      |                                      |                                      |                                      |                                      |                                      |  |
|  | 16                                               | Municipal Garabito                               | 0                                                | 1                                                | 1                                                |   |                    |                                    |                                    |                                    |                                    |                                    |  |                      |                                      |                                      |                                      |                                      |                                      |  |                      |                                      |                                      |                                      |                                      |                                      |  |
|  | 16                                               | Municipal Garabito                               | 0                                                | 1                                                | 1                                                |   | Municipal Garabito | Municipal Garabito                 | 0                                  | 0                                  | 0                                  |                                    |  |                      |                                      |                                      |                                      |                                      |                                      |  |                      |                                      |                                      |                                      |                                      |                                      |  |
|  |                                                  |                                                  |                                                  |                                                  |                                                  |   | Municipal Garabito | Municipal Garabito                 | 0                                  | 0                                  | 0                                  |                                    |  |                      |                                      |                                      |                                      |                                      |                                      |  |                      |                                      |                                      |                                      |                                      |                                      |  |
|  |                                                  |                                                  | A.D. Jicaral Sercoba                             | A.D. Jicaral Sercoba                             | 0                                                | 1 | 1                  |                                    |                                    |                                    |                                    |                                    |  |                      |                                      |                                      |                                      |                                      |                                      |  |                      |                                      |                                      |                                      |                                      |                                      |  |
|  | 9                                                | A.D. Jicaral Sercoba                             | A.D. Jicaral Sercoba                             | A.D. Jicaral Sercoba                             | 0                                                | 1 | 1                  | 1                                  | 1                                  | 2                                  |                                    |                                    |  |                      |                                      |                                      |                                      |                                      |                                      |  |                      |                                      |                                      |                                      |                                      |                                      |  |
|  | 9                                                | A.D. Jicaral Sercoba                             |                                                  |                                                  |                                                  |   |                    |                                    |                                    | 2                                  |                                    |                                    |  |                      |                                      |                                      |                                      |                                      |                                      |  |                      |                                      |                                      |                                      |                                      |                                      |  |
|  | 8                                                | Puerto Golfito F.C.                              | 0                                                | 1                                                | 1                                                |   |                    |                                    |                                    |                                    |                                    |                                    |  |                      |                                      |                                      |                                      |                                      |                                      |  |                      |                                      |                                      |                                      |                                      |                                      |  |
|  | 8                                                | Puerto Golfito F.C.                              | 0                                                | 1                                                | 1                                                |   |                    |                                    |                                    |                                    |                                    |                                    |  | A.D. Jicaral Sercoba | A.D. Jicaral Sercoba                 | 2                                    | 1                                    | 3                                    |                                      |  |                      |                                      |                                      |                                      |                                      |                                      |  |
|  |                                                  |                                                  |                                                  |                                                  |                                                  |   |                    |                                    |                                    |                                    |                                    |                                    |  | A.D. Jicaral Sercoba | A.D. Jicaral Sercoba                 | 2                                    | 1                                    | 3                                    |                                      |  |                      |                                      |                                      |                                      |                                      |                                      |  |
|  |                                                  |                                                  | A.D. COFUTPA                                     | A.D. COFUTPA                                     | 1                                                | 1 | 2                  |                                    |                                    |                                    |                                    |                                    |  |                      |                                      |                                      |                                      |                                      |                                      |  |                      |                                      |                                      |                                      |                                      |                                      |  |
|  | 5                                                | Sporting San José                                | A.D. COFUTPA                                     | A.D. COFUTPA                                     | 1                                                | 1 | 2                  | 2                                  | 0                                  | 2                                  |                                    |                                    |  |                      |                                      |                                      |                                      |                                      |                                      |  |                      |                                      |                                      |                                      |                                      |                                      |  |
|  | 5                                                | Sporting San José                                |                                                  |                                                  |                                                  |   |                    |                                    |                                    | 2                                  |                                    |                                    |  |                      |                                      |                                      |                                      |                                      |                                      |  |                      |                                      |                                      |                                      |                                      |                                      |  |
|  | 12                                               | A.D. COFUTPA                                     | 2                                                | 1                                                | 3                                                |   |                    |                                    |                                    |                                    |                                    |                                    |  |                      |                                      |                                      |                                      |                                      |                                      |  |                      |                                      |                                      |                                      |                                      |                                      |  |
|  | 12                                               | A.D. COFUTPA                                     | 2                                                | 1                                                | 3                                                |   | A.D. COFUTPA       | A.D. COFUTPA                       | 1                                  | 3                                  | 4                                  |                                    |  |                      |                                      |                                      |                                      |                                      |                                      |  |                      |                                      |                                      |                                      |                                      |                                      |  |
|  |                                                  |                                                  |                                                  |                                                  |                                                  |   | A.D. COFUTPA       | A.D. COFUTPA                       | 1                                  | 3                                  | 4                                  |                                    |  |                      |                                      |                                      |                                      |                                      |                                      |  |                      |                                      |                                      |                                      |                                      |                                      |  |
|  |                                                  |                                                  | A.D. Santa Rosa                                  | A.D. Santa Rosa                                  | 1                                                | 1 | 2                  |                                    |                                    |                                    |                                    |                                    |  |                      |                                      |                                      |                                      |                                      |                                      |  |                      |                                      |                                      |                                      |                                      |                                      |  |
|  | 13                                               | C.S. Once de Abril                               | A.D. Santa Rosa                                  | A.D. Santa Rosa                                  | 1                                                | 1 | 2                  | 1                                  | 1                                  | 2                                  |                                    |                                    |  |                      |                                      |                                      |                                      |                                      |                                      |  |                      |                                      |                                      |                                      |                                      |                                      |  |
|  | 13                                               | C.S. Once de Abril                               |                                                  |                                                  |                                                  |   |                    |                                    |                                    | 2                                  |                                    |                                    |  |                      |                                      |                                      |                                      |                                      |                                      |  |                      |                                      |                                      |                                      |                                      |                                      |  |
|  | 4                                                | A.D. Santa Rosa                                  | 2                                                | 2                                                | 4                                                |   |                    |                                    |                                    |                                    |                                    |                                    |  |                      |                                      |                                      |                                      |                                      |                                      |  |                      |                                      |                                      |                                      |                                      |                                      |  |
|  | 4                                                | A.D. Santa Rosa                                  | 2                                                | 2                                                | 4                                                |   |                    |                                    |                                    |                                    |                                    |                                    |  |                      |                                      |                                      |                                      |                                      |                                      |  | A.D. Jicaral Sercoba | A.D. Jicaral Sercoba                 | 0                                    | 2                                    | 2                                    |                                      |  |
|  |                                                  |                                                  |                                                  |                                                  |                                                  |   |                    |                                    |                                    |                                    |                                    |                                    |  |                      |                                      |                                      |                                      |                                      |                                      |  | A.D. Jicaral Sercoba | A.D. Jicaral Sercoba                 | 0                                    | 2                                    | 2                                    |                                      |  |
|  |                                                  |                                                  | A.D. Guanacasteca                                | A.D. Guanacasteca                                | 0                                                | 1 | 1                  |                                    |                                    |                                    |                                    |                                    |  |                      |                                      |                                      |                                      |                                      |                                      |  |                      |                                      |                                      |                                      |                                      |                                      |  |
|  |                                                  |                                                  | A.D. Guanacasteca                                | A.D. Guanacasteca                                | 0                                                | 1 | 1                  |                                    |                                    |                                    |                                    |                                    |  |                      |                                      |                                      |                                      |                                      |                                      |  |                      |                                      |                                      |                                      |                                      |                                      |  |
|  |                                                  |                                                  |                                                  |                                                  |                                                  |   |                    |                                    |                                    |                                    |                                    |                                    |  |                      |                                      |                                      |                                      |                                      |                                      |  |                      |                                      |                                      |                                      |                                      |                                      |  |
|  |                                                  |                                                  |                                                  |                                                  |                                                  |   |                    |                                    |                                    |                                    |                                    |                                    |  |                      |                                      |                                      |                                      |                                      |                                      |  |                      |                                      |                                      |                                      |                                      |                                      |  |
|  |                                                  |                                                  |                                                  |                                                  |                                                  |   |                    |                                    |                                    |                                    |                                    |                                    |  |                      |                                      |                                      |                                      |                                      |                                      |  |                      |                                      |                                      |                                      |                                      |                                      |  |
|  |                                                  |                                                  |                                                  |                                                  |                                                  |   |                    |                                    |                                    |                                    |                                    |                                    |  |                      |                                      |                                      |                                      |                                      |                                      |  |                      |                                      |                                      |                                      |                                      |                                      |  |
|  |                                                  |                                                  |                                                  |                                                  |                                                  |   |                    |                                    |                                    |                                    |                                    |                                    |  |                      |                                      |                                      |                                      |                                      |                                      |  |                      |                                      |                                      |                                      |                                      |                                      |  |
|  |                                                  |                                                  |                                                  |                                                  |                                                  |   |                    |                                    |                                    |                                    |                                    |                                    |  |                      |                                      |                                      |                                      |                                      |                                      |  |                      |                                      |                                      |                                      |                                      |                                      |  |
|  |                                                  |                                                  |                                                  |                                                  |                                                  |   |                    |                                    |                                    |                                    |                                    |                                    |  |                      |                                      |                                      |                                      |                                      |                                      |  |                      |                                      |                                      |                                      |                                      |                                      |  |
|  |                                                  |                                                  |                                                  |                                                  |                                                  |   |                    |                                    |                                    |                                    |                                    |                                    |  |                      |                                      |                                      |                                      |                                      |                                      |  |                      |                                      |                                      |                                      |                                      |                                      |  |
|  |                                                  |                                                  |                                                  |                                                  |                                                  |   |                    |                                    |                                    |                                    |                                    |                                    |  |                      |                                      |                                      |                                      |                                      |                                      |  |                      |                                      |                                      |                                      |                                      |                                      |  |
|  |                                                  |                                                  |                                                  |                                                  |                                                  |   |                    |                                    |                                    |                                    |                                    |                                    |  |                      |                                      |                                      |                                      |                                      |                                      |  |                      |                                      |                                      |                                      |                                      |                                      |  |
|  |                                                  |                                                  |                                                  |                                                  |                                                  |   |                    |                                    |                                    |                                    |                                    |                                    |  |                      |                                      |                                      |                                      |                                      |                                      |  |                      |                                      |                                      |                                      |                                      |                                      |  |
|  |                                                  |                                                  |                                                  |                                                  |                                                  |   |                    |                                    |                                    |                                    |                                    |                                    |  |                      |                                      |                                      |                                      |                                      |                                      |  |                      |                                      |                                      |                                      |                                      |                                      |  |
|  |                                                  |                                                  |                                                  |                                                  |                                                  |   |                    |                                    |                                    |                                    |                                    |                                    |  |                      |                                      |                                      |                                      |                                      |                                      |  |                      |                                      |                                      |                                      |                                      |                                      |  |
|  |                                                  |                                                  |                                                  |                                                  |                                                  |   |                    |                                    |                                    |                                    |                                    |                                    |  |                      |                                      |                                      |                                      |                                      |                                      |  |                      |                                      |                                      |                                      |                                      |                                      |  |
|  |                                                  |                                                  |                                                  |                                                  |                                                  |   |                    |                                    |                                    |                                    |                                    |                                    |  |                      |                                      |                                      |                                      |                                      |                                      |  |                      |                                      |                                      |                                      |                                      |                                      |  |
|  |                                                  |                                                  |                                                  |                                                  |                                                  |   |                    |                                    |                                    |                                    |                                    |                                    |  |                      |                                      |                                      |                                      |                                      |                                      |  |                      |                                      |                                      |                                      |                                      |                                      |  |
|  |                                                  |                                                  |                                                  |                                                  |                                                  |   |                    |                                    |                                    |                                    |                                    |                                    |  |                      |                                      |                                      |                                      |                                      |                                      |  |                      |                                      |                                      |                                      |                                      |                                      |  |
|  |                                                  |                                                  |                                                  |                                                  |                                                  |   |                    |                                    |                                    |                                    |                                    |                                    |  |                      |                                      |                                      |                                      |                                      |                                      |  |                      |                                      |                                      |                                      |                                      |                                      |  |
|  |                                                  |                                                  |                                                  |                                                  |                                                  |   |                    |                                    |                                    |                                    |                                    |                                    |  |                      |                                      |                                      |                                      |                                      |                                      |  |                      |                                      |                                      |                                      |                                      |                                      |  |
|  |                                                  |                                                  |                                                  |                                                  |                                                  |   |                    |                                    |                                    |                                    |                                    |                                    |  |                      |                                      |                                      |                                      |                                      |                                      |  |                      |                                      |                                      |                                      |                                      |                                      |  |
|  |                                                  |                                                  |                                                  |                                                  |                                                  |   |                    |                                    |                                    |                                    |                                    |                                    |  |                      |                                      |                                      |                                      |                                      |                                      |  |                      |                                      |                                      |                                      |                                      |                                      |  |
|  |                                                  |                                                  |                                                  |                                                  |                                                  |   |                    |                                    |                                    |                                    |                                    |                                    |  |                      |                                      |                                      |                                      |                                      |                                      |  |                      |                                      |                                      |                                      |                                      |                                      |  |

| Campeón Torneo de Clausura 2018 |
|                                 |
|                                 |
| A.D. Jicaral Sercoba            |

### Cuartos de final
| Ida, 20 de abril de 2019, 15:00 (UTC-6) Sin televisión; | Sporting San José                 | 2:2 (1:0) | A.D. COFUTPA          | Estadio Ernesto Rohrmoser, Pavas San José |  |
|                                                         | Segura 20' (a.g) · Bryan Vega 49' |           | Solórzano 50' 90+2' · |                                           |  |

| Vuelta, 28 de abril de 2019, 14:00 (UTC-6) Sin Televisión; | A.D. COFUTPA     | 1:0 (0:0) (Global 3:2) | Sporting San José | Estadio Jorge "Palmareño" Solís, Palmares, Provincia de Alajuela |  |
|                                                            | 82' Kirth McLean |                        |                   |                                                                  |  |

| Ida, 21 de abril de 2019, 14:00 (UTC-6) ; | Municipal Garabito | 0:0 | Municipal Santa Ana | Estadio Municipal de Jacó, Garabito, Costa Rica |  |

| Vuelta, 28 de abril de 2019, 11:00 (UTC-6) ; | Municipal Santa Ana | 0:1 (0:1) (Global 0:1) | Municipal Garabito | Estadio Piedades de Santa Ana, Santa Ana, Costa Rica |  |
|                                              |                     |                        | Joshua Díaz 4' ·   |                                                      |  |

| Ida, 21 de abril de 2019, 11:15 (UTC-6) ; | A.D. Jicaral Sercoba | 1:0 (0:0) | Puerto Golfito F.C. | Estadio Luis "Chochi" Briceño, Jicaral, Costa Rica |  |
|                                           | Yeison Molina 75'    |           |                     |                                                    |  |

| Vuelta, 28 de abril de 2019, 13:05 (UTC-6) Sin Televisión; | Puerto Golfito F.C.  | 1:1 (1:1) (Global 1:2) | A.D. Jicaral Sercoba | Polideportivo de Río Claro, Golfito, Costa Rica |  |
|                                                            | 40' Yonder Pizarro · |                        | Albán Gómez 10' ·    |                                                 |  |

| Ida, 21 de abril de 2019, 12:00 (UTC-6); | A.D. Santa Rosa                      | 2:1 (1:0) | C.S. Once de Abril      | Estadio de Santa Rosa, Santa Cruz, Costa Rica |  |
|                                          | Lenin Montano 39' · Pablo García 70' |           | Jean Carlo Innecken 88' |                                               |  |

| Vuelta, 27 de abril de 2019, 18:00 (UTC-6) ; | C.S. Once de Abril       | 1:2 (1:1) (Global 2:4) | A.D. Santa Rosa                              | Morera Soto, Alajuela, Costa Rica |  |
|                                              | José Mario Ramírez 33' · | [ Reporte]             | Anthony Rosales 45' · Luis Ángel Dinarte 87' |                                   |  |

### Semifinales
| Ida, 1 de mayo de 2019, 14:00 (UTC-6) Canal 36; | A.D. Santa Rosa        | 1:1 (0:1) | A.D. COFUTPA       | Estadio de Santa Rosa, Santa Cruz, Costa Rica |                            |
|                                                 | Luis Ángel Dinarte 89' |           | Berny Solórzano 5' | Árbitro(s): Carlos Salazar                    | Árbitro(s): Carlos Salazar |

| Vuelta, 5 de mayo de 2019, 14:00 (UTC-6) ; | A.D. COFUTPA                                                        | 3:1 (1:0) (Global 4:2) | A.D. Santa Rosa  | Estadio Jorge "Palmareño" Solís, Palmares, Provincia de Alajuela |                          |
|                                            | Joseph Carmona 26' (a.g) · Jonathan Zarate 48' · Joseph Bolaños 73' |                        | Raúl Leguias 80' | Árbitro(s): Jimmy Torres                                         | Árbitro(s): Jimmy Torres |

| Ida, 1 de mayo de 2019, 14:00 (UTC-6) ; | Municipal Garabito | 0:0 | A.D. Jicaral Sercoba | Estadio Municipal de Jacó, Garabito, Costa Rica |  |
|                                         |                    |     |                      | Árbitro(s): Andrey Vega                         |  |

| Vuelta, 5 de mayo de 2019, 11:00 (UTC-6) ; | A.D. Jicaral Sercoba | 1:0 (0:0) (Global 1:0) | Municipal Garabito | Estadio Luis "Chochi" Briceño, Jicaral, Costa Rica |                          |
|                                            | Leonardo Adams 80' · |                        |                    | Árbitro(s): Rigo Prendas                           | Árbitro(s): Rigo Prendas |

## Final de Clausura
| Ida, 12 de mayo de 2019, 11:00 (UTC-6) ; | A.D. Jicaral Sercoba | 2:1 (0:1) | A.D. COFUTPA    | Estadio Luis "Chochi" Briceño, Jicaral, Costa Rica |                         |
|                                          | Núñez 62' 90+3' ·    |           | Rodríguez 42' · | Árbitro(s): Andrey Vega                            | Árbitro(s): Andrey Vega |

| Vuelta, 20 de mayo de 2019, 11:00 (UTC-6) ; | A.D. COFUTPA | 1:1 (1:0) (Global 2:3) | A.D. Jicaral Sercoba | Estadio Jorge "Palmareño" Solís, Palmares, Provincia de Alajuela |                               |
|                                             | Chaves 8' ·  |                        | Barahona 89' ·       | Árbitro(s): Rigoberto Prendas                                    | Árbitro(s): Rigoberto Prendas |

## Final por el ascenso
Disputarán el ascenso a la Primera División los campeones de los Torneos de Apertura 2018 y Clausura 2019. El club vencedor será aquel que en los dos partidos anote el mayor número de goles, criterio conocido como marcador global. Si al término del tiempo reglamentario el partido está empatado, se agregarán dos tiempos extras de 15 minutos cada uno. De persistir el empate en estos periodos, se procederá a lanzar tiros de penal, hasta que resulte un ganador.
Cuando el club vencedor es el mismo en los dos torneos, se producirá el ascenso automáticamente.
| Ida, 26 de mayo de 2019, 11:00 (UTC-6) ; | A.D. Guanacasteca | 0:0 | A.D. Jicaral Sercoba | Estadio Chorotega, Nicoya, Guanacaste |  |
|                                          |                   |     |                      | Árbitro(s): Jimmy Torres              |  |

| Vuelta, 2 de junio de 2019, 11:15 (UTC-6) ; | A.D. Jicaral Sercoba            | 2:1 (2:0) (Global 2:1) | A.D. Guanacasteca | Estadio Luis "Chochi" Briceño, Jicaral, Costa Rica |                         |
|                                             | Adams 22' · Chévez 45+1' (pen.) |                        | Pizarro 65'       | Árbitro(s): David Gómez                            | Árbitro(s): David Gómez |

El equipo que tiene el signo de asterisco (*) es el que asciende a la Primera División 2019-2020
|                                 |
| Ascendido a la Primera División |
|                                 |
| A.D. Jicaral Sercoba            |

## Estadísticas

### Máximos goleadores
Lista con los máximos goleadores de la competencia.
| 1.º                                      | Berny Solórzano    | A.D. COFUTPA (Nota 1) | 18 |
| 2.º                                      | Ignacio Quesada    | Deportivo Cartagena   | 15 |
| 2.º                                      | José Pablo Córdoba | A.D. Guanacasteca     | 15 |
| 4.º                                      | Alejandro Castro   | Sporting San José     | 14 |
| 5.º                                      | Leonardo Adams     | A.D. Jicaral Sercoba  | 13 |
| 5.º                                      | Leonardo Azofeifa  | A.D. Cariari Pococí   | 13 |
| Última actualización: 4 de abril de 2019 |                    |                       |    |

- En la tabla se acumulan los goles hechos durante el Torneo de Apertura 2018.

- Nota 1: En el Torneo de Apertura jugó con Deportivo Cartagena, equipo con el que hizo 11 goles.